# ジーニョ・ファンフースデン
ジーニョ・ファンフースデン（Zinho Vanheusden, 1999年7月29日 - ）は、ベルギー・ハッセルト出身のサッカー選手。AZアルクマール所属。ポジションはDF。

## 経歴

### クラブ
スタンダール・リエージュの下部組織で育成され、2015年にインテルナツィオナーレ・ミラノのプリマヴェーラへ移籍。2016-17シーズンからはトップチームの練習に参加しベンチ入りも経験し、2018年1月26日に契約を2022年まで更新した。
2018年1月30日、下部組織時代を過ごしたスタンダール・リエージュへレンタルで復帰した。
2019年6月28日、スタンダール・リエージュに完全移籍することが発表された。
2021年7月13日、インテルナツィオナーレ・ミラノに完全移籍で古巣復帰が発表された。
2021年7月20日、ジェノアCFCにローンで加入

### 代表
ベルギー代表として世代別代表に選出されている。
2020年10月8日、コートジボワール代表との親善試合で代表初出場。